# Liste der Kulturdenkmale in Starkenberg
In der Liste der Kulturdenkmale in Starkenberg sind vorerst einige Kulturdenkmale der ostthüringischen Gemeinde Starkenberg im Landkreis Altenburger Land und ihrer Ortsteile aufgelistet. Diese Liste basiert nicht auf der offiziellen Denkmalliste der Unteren Denkmalschutzbehörde des Landkreises. Grundlage hierfür ist gegebenenfalls vorhandene Literatur beziehungsweise vorhandene Denkmalplaketten an den einzelnen Objekten. Deswegen ist diese Liste stark unvollständig.

## Breesen
| Bild            | Bezeichnung | Lage              | Datierung | Beschreibung                        | ID |
| --------------- | ----------- | ----------------- | --------- | ----------------------------------- | -- |
| Fotos hochladen | Hof Heitsch | Breesen 1 (Karte) |           | typischster Altenburger Vierseithof |    |

## Dobraschütz
| Bild                                    | Bezeichnung | Lage              | Datierung | Beschreibung                           | ID |
| --------------------------------------- | ----------- | ----------------- | --------- | -------------------------------------- | -- |
| weitere Bilder Fotos hochladen          | Kirche      | Kirschweg (Karte) |           |                                        |    |
| Direkt Bild zu diesem Denkmal hochladen | Vierseithof | Kirschweg         |           | Hof des Volksdichters Zacharias Kresse |    |

## Großröda
| Bild                           | Bezeichnung | Lage                | Datierung | Beschreibung | ID |
| ------------------------------ | ----------- | ------------------- | --------- | ------------ | -- |
| weitere Bilder Fotos hochladen | Kirche      | Hauptstraße (Karte) |           |              |    |

## Naundorf
| Bild            | Bezeichnung      | Lage                   | Datierung | Beschreibung  | ID |
| --------------- | ---------------- | ---------------------- | --------- | ------------- | -- |
| Fotos hochladen | Gutshaus         | Hauptstraße 15 (Karte) |           |               |    |
| Fotos hochladen | Gasthof mit Saal | Hauptstraße 33 (Karte) |           | Umgebindehaus |    |

## Neuposa
| Bild            | Bezeichnung | Lage                        | Datierung | Beschreibung | ID |
| --------------- | ----------- | --------------------------- | --------- | ------------ | -- |
| Fotos hochladen | Wasserturm  | Wasserturmstraße 33 (Karte) |           |              |    |

## Oberkossa
| Bild | Bezeichnung | Lage                     | Datierung | Beschreibung | ID |
| ---- | ----------- | ------------------------ | --------- | --- | -- |
| BW   | Vierseithof | Tannaer Straße 3 (Karte) |           | Wohnhaus um 1835 mit Bohlenstube der 1860er Jahre mit Farbfassung der 1920er Jahre, im Obergeschoss mit Wandmalerei des 19. Jahrhunderts |    |

## Starkenberg
| Bild | Bezeichnung   | Lage                | Datierung | Beschreibung            | ID |
| ---- | ------------- | ------------------- | --------- | ----------------------- | -- |
| BW   | Umgebindehaus | Borngasse 4 (Karte) |           |                         |    |
| BW   | Umgebindehaus | Borngasse 6 (Karte) |           | vorkragender Laubengang |    |

## Tegkwitz
| Bild                                    | Bezeichnung  | Lage              | Datierung | Beschreibung      | ID |
| --------------------------------------- | ------------ | ----------------- | --------- | ----------------- | -- |
| weitere Bilder Fotos hochladen          | Kirche       | Kirchberg (Karte) |           | St. Marien-Kirche |    |
| Direkt Bild zu diesem Denkmal hochladen | Fachwerkhaus | Mittelstraße 30?  |           |                   |    |

## Wernsdorf
| Bild                           | Bezeichnung | Lage              | Datierung | Beschreibung | ID |
| ------------------------------ | ----------- | ----------------- | --------- | ------------ | -- |
| weitere Bilder Fotos hochladen | Kirche      | Wernsdorf (Karte) |           |              |    |